# Summer of 84
Summer of 84 è un film del 2018 diretto da François Simard, Anouk Whissell e Yoann-Karl Whissell. Gli attori principali del film sono Graham Verchere, Judah Lewis, Caleb Emery, Cory Gruter-Andrew, Jason Gray-Stanford, Tiera Skovbye e Rich Sommer.
Il film è stato presentato in anteprima al Sundance Film Festival del 2018. Venne distribuito limitatamente nei cinema statunitensi il 10 agosto 2018 da Gunpowder & Sky.

## Trama
Nell'estate del 1984, la penisola di Cape May nell'Oregon è tormentata dal "Cape May Slayer", un serial killer responsabile nel decennio precedente della scomparsa di tredici adolescenti nella contea.
Il quindicenne Davey Armstrong, figlio di un giornalista che si occupa di questa vicenda, sospetta che il killer sia il suo vicino Wayne Mackey, ufficiale di polizia di Ipswich, città nella quale vivono entrambi. Gli amici di Davey - Dale "Woody" Woodworth, Curtis Farraday e Tommy "Eats" Eaton - rifiutano questa teoria, a causa della reputazione di Davey di fan delle teorie del complotto e delle leggende metropolitane. 
Tuttavia, quando scoprono che un ragazzo che Davey aveva visto all'interno della casa di Mackey si trova sul retro di un cartone di latte, accettano di aiutarlo ad indagare.
I ragazzi documentano la routine quotidiana di Mackey e scoprono molte attività sospette: egli compra regolarmente attrezzi da giardinaggio e sacchi di terra, porta con sé un borsone al lavoro ogni giorno, e si mette a fare jogging di notte. Una notte però Davey nota che Mackey lo ha visto installare fuori dalla sua finestra un walkie-talkie, cosa che lo porta a temere di essersi esposto troppo.
Più tardi, Woody e Farraday scoprono un secondo veicolo e bidoni di soda caustica in un magazzino di proprietà di Mackey, e Davey e Eats ritrovano la camicia insanguinata del ragazzo scomparso nel capanno del giardino del poliziotto. Presentano queste prove ai genitori di Davey che sono invece arrabbiati per il comportamento tenuto dai ragazzi, da loro definito "vandalismo investigativo". Il signor Armstrong porta i ragazzi a casa di Mackey e li costringe a scusarsi. Mackey afferma che il ragazzo visto all'interno della sua casa era suo nipote.
In seguito si intrufola con l'amica Nikki Kaszuba, che insiste sul fatto che Davey abbandoni le indagini. Il giorno dopo, Mackey visita la casa di Davey e tenta di chiamare suo nipote come prova della sua innocenza, ma alla chiamata non riceve alcuna risposta. Davey scopre che Mackey ha composto il proprio numero di telefono di casa e ricomincia le indagini.
Il giorno seguente, un sospetto viene arrestato nel caso del Cape May Slayer, ed è Mackey l'ufficiale che lo ha arrestato. Disgustato, Davey fa piani per entrare nella casa di Mackey durante il Festival di Cape May del 1984. Farraday, che frequenta il festival come vedetta, scopre che i sacchi di terra sono stati acquistati per un progetto di abbellimento della città, e lui ed Eats abbandonano le loro postazioni.
Davey, Woody e Nikki entrano nella casa di Mackey con la videocamera del signor Armstrong ed esplorano una stanza chiusa nel seminterrato, apparentemente decorata per assomigliare alla stanza d'infanzia di Mackey. Entrano in un bagno attiguo e sono inorriditi nel trovare il cadavere essiccato del ragazzo scomparso nella vasca da bagno, insieme ad un ragazzo rapito ancora vivo. Presentano il loro filmato al dipartimento di polizia di Ipswich, che rilascia un APB su Mackey.
Mackey nel frattempo si è nascosto nella soffitta della casa di Davey e, durante la notte, rapisce il ragazzo e Woody, che si era fermato da lui in attesa che tornassero i suoi genitori. I ragazzi, addormentati col sonnifero, si risvegliano nell'auto di pattuglia di Mackey, nella palude. Mackey li invita a scappare, affinché possa divertirsi nel cacciarli. I ragazzi, nel corso della fuga nel bosco, finiscono nel terreno nel quale Mackey ha buttato i cadaveri delle sue precedenti vittime e si rendono conto che non possono sfuggire al loro inseguitore a meno che non riescano ad utilizzare la macchina. Davey allora si propone quale esca affinché Woody possa raggiungere l'auto di pattuglia. Tuttavia Mackey riesce presto a prendere Davey, ferendolo ad una gamba affinché gli risulti ancor più difficoltoso fuggire, mentre prosegue nel suo "gioco" di caccia. Ciò fatto, può dunque procedere all'inseguimento di Woody, che raggiunge e uccide in prossimità dell'auto. Tornato ad infierire su Davey, gli rivela le sue intenzioni: lasciarlo in vita con la certezza che un giorno tornerà per ucciderlo.
Salvato e tornato alla quotidianità, Davey riprende a consegnare giornali. Le ultime scene del film lo vedono percorrere le strade del suo quartiere: oltrepassa la casa pignorata di Woody, vede e saluta Nikki, si incontra con Eats e Farraday che distruggono la casa sull'albero, entrambi evitando il suo sguardo, e, infine, oltrepassa la casa di Mackey, sequestrata dalla polizia. Rivolge allora lo sguardo al giornale che sta consegnando, il cui titolo d'apertura informa che il Cape May Slayer è ancora in fuga.

## Produzione

### Riprese
Le riprese del film sono iniziate nel luglio 2017 a Vancouver.

## Distribuzione
Il film è stato presentato in anteprima al Sundance Film Festival 2018. Venne distribuito come spettacolo di mezzanotte in un numero limitato di cinema negli Stati Uniti dal 10 agosto 2018 da Gunpowder & Sky, seguito poco dopo da VOD, e in streaming come Shudder Exclusive nell'ottobre 2018.  Ha accordi di distribuzione in tutto il mondo.

### Edizione italiana
La prima edizione italiana del film è stata trasmessa su Rai 4 il 10 febbraio 2020. Essa è stata criticata per la pessima recitazione dei doppiatori e gli errori di adattamento, sottolineati anche dal dialoghista Enrico Viticci (nome d'arte) nel suo blog Doppiaggi italioti; lo stesso Viticci ha proposto varie correzioni al copione. Il 3 settembre il film è stato replicato sulla stessa rete con un nuovo doppiaggio eseguito dalla Arkadia Group Int'L e diretto da Simone Marzola e un nuovo adattamento che impiega, in parte, le correzioni di Viticci.

## Accoglienza
Le recensioni del Sundance Film Festival sono state contrastanti. Su Rotten Tomatoes, il film ha conseguito un indice di gradimento del 69%, sulla base di 45 recensioni con una valutazione media di 6,1/10. Il consenso critico del sito web recita, "Summer of 84 soffre di un eccesso di nostalgia per il suo decennio principale, ma una serie di scosse efficaci può ancora soddisfare gli appassionati di genere." Metacritic dà al film un punteggio medio ponderato di 56 su 100, basato su 8 critici, che indica "recensioni miste o medie".

## Riconoscimenti
- 2018 - Molins de Rei Horror Film Festival
  - Nomination Miglior film a François Simard, Anouk Whissell e Yoann-Karl Whissell
  - Nomination Miglior regia a François Simard, Anouk Whissell e Yoann-Karl Whissell
  - Nomination Miglior sceneggiatura a Matt Leslie e Stephen J. Smith
- 2018 - Sitges - Catalonian International Film Festival
  - Nomination Miglior film a François Simard, Anouk Whissell e Yoann-Karl Whissell
- 2018 - Cinepocalypse festival
  - Miglior sceneggiatura a Matt Leslie e Stephen J. Smith[14]